# Soleirolia
Солейролія солейрольська (Soleirolia soleirolii) -  монотипний рід рослини родини кропивові.

## Назва
Англійською мовою рослина називається «не твого розуму діло» (англ. mind-your-own-business), «дитячі сльози» (англ. baby's Tears).

## Будова
Напів-вічнозелена повзуча багаторічна рослина, що формує густий килим висотою 5 см. Стебла зеленого чи рожевого кольору можуть досягати 20 см довжини. Листя майже круглі, зрідка волохаті, 2-6 мм в діаметрі. Мініатюрні білі чи рожеві квіти народжуються в піхвах листків. Плід містить одну насінину.

## Поширення та середовище існування
Зростає на Корсиці на мокрих ґрунтах. Швидко поширюється в нових місцях, чим становить загрозу для місцевих видів. Гарно пристосована до виживання в умовах міста.

## Галерея

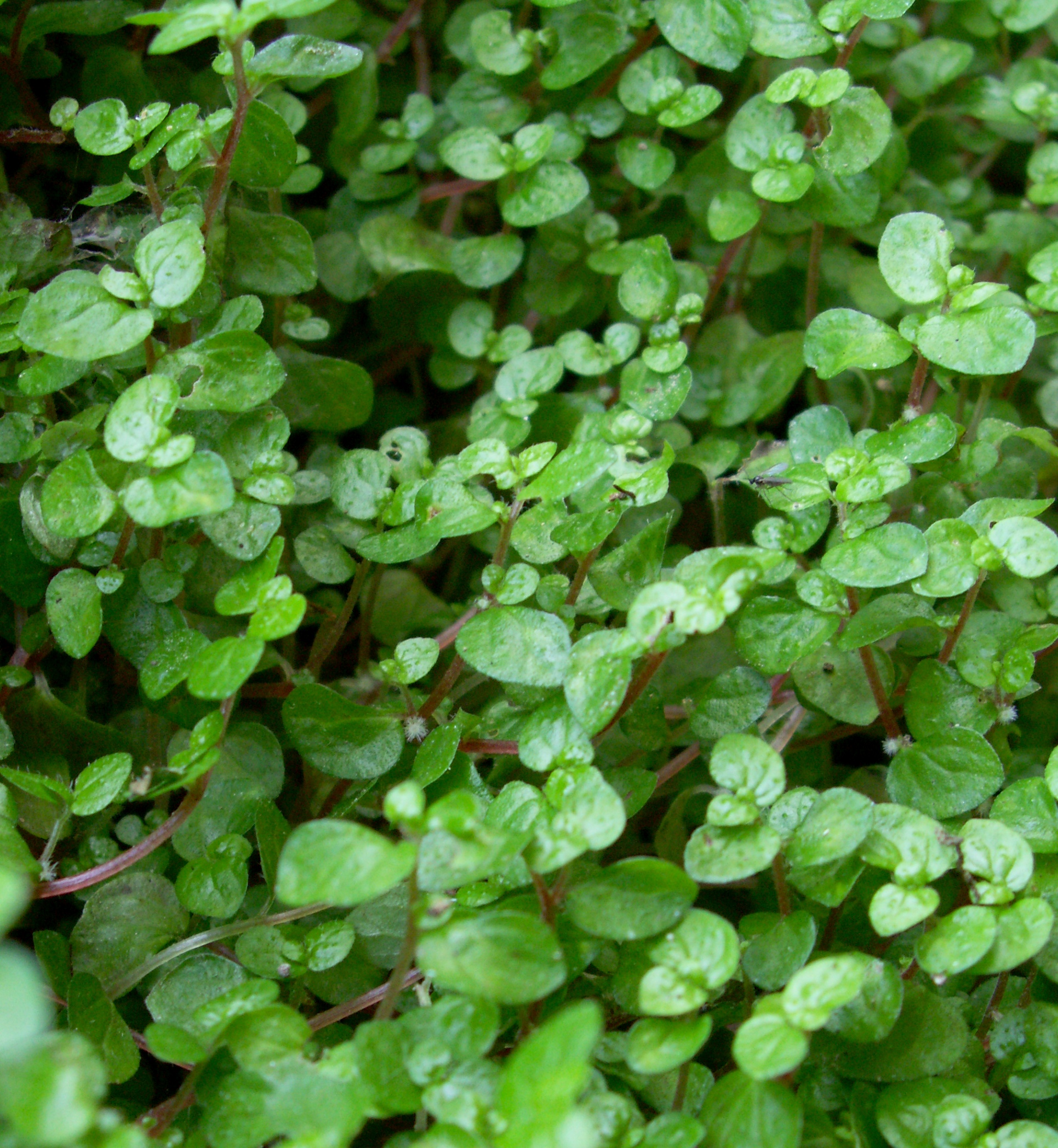
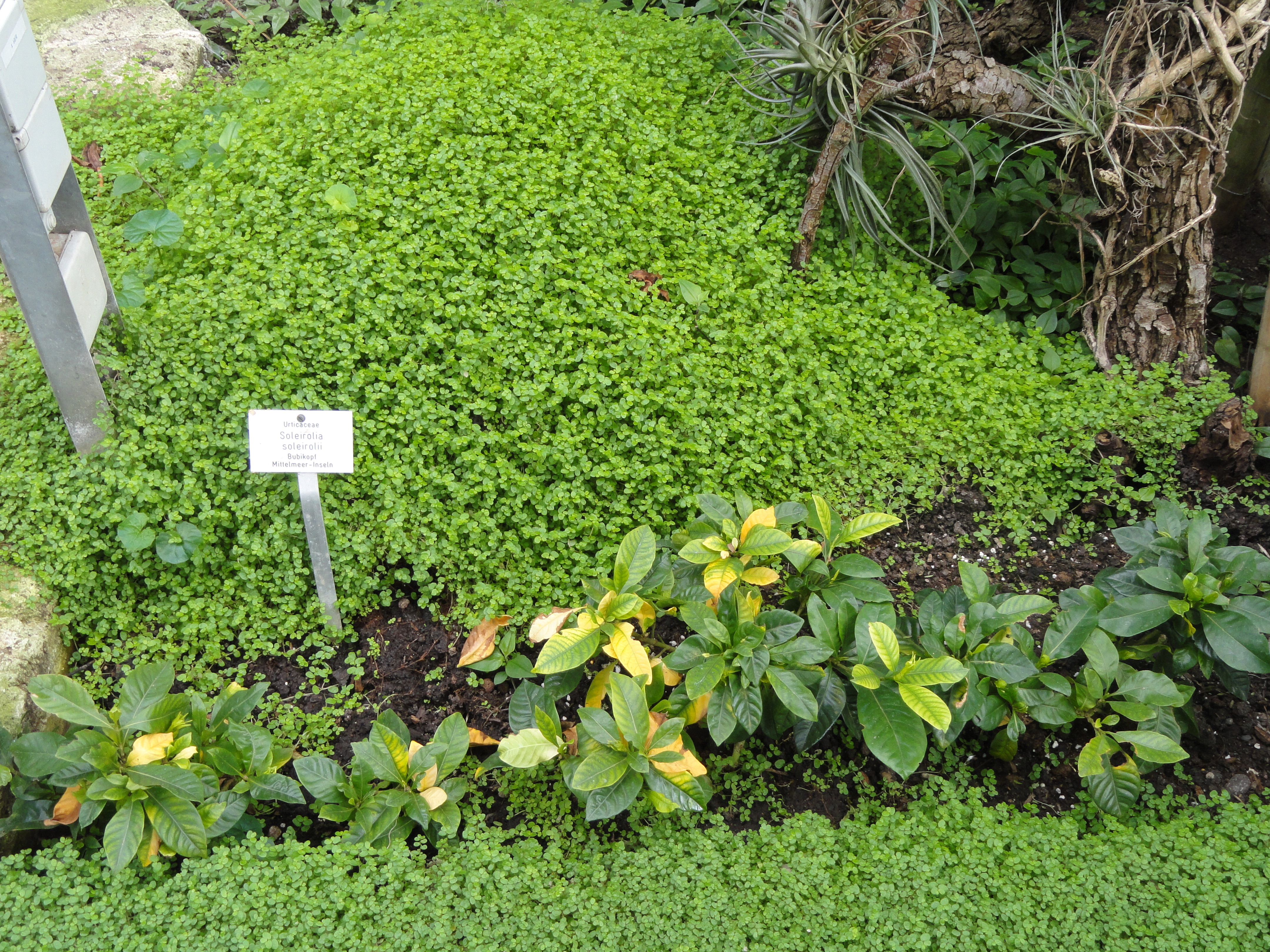
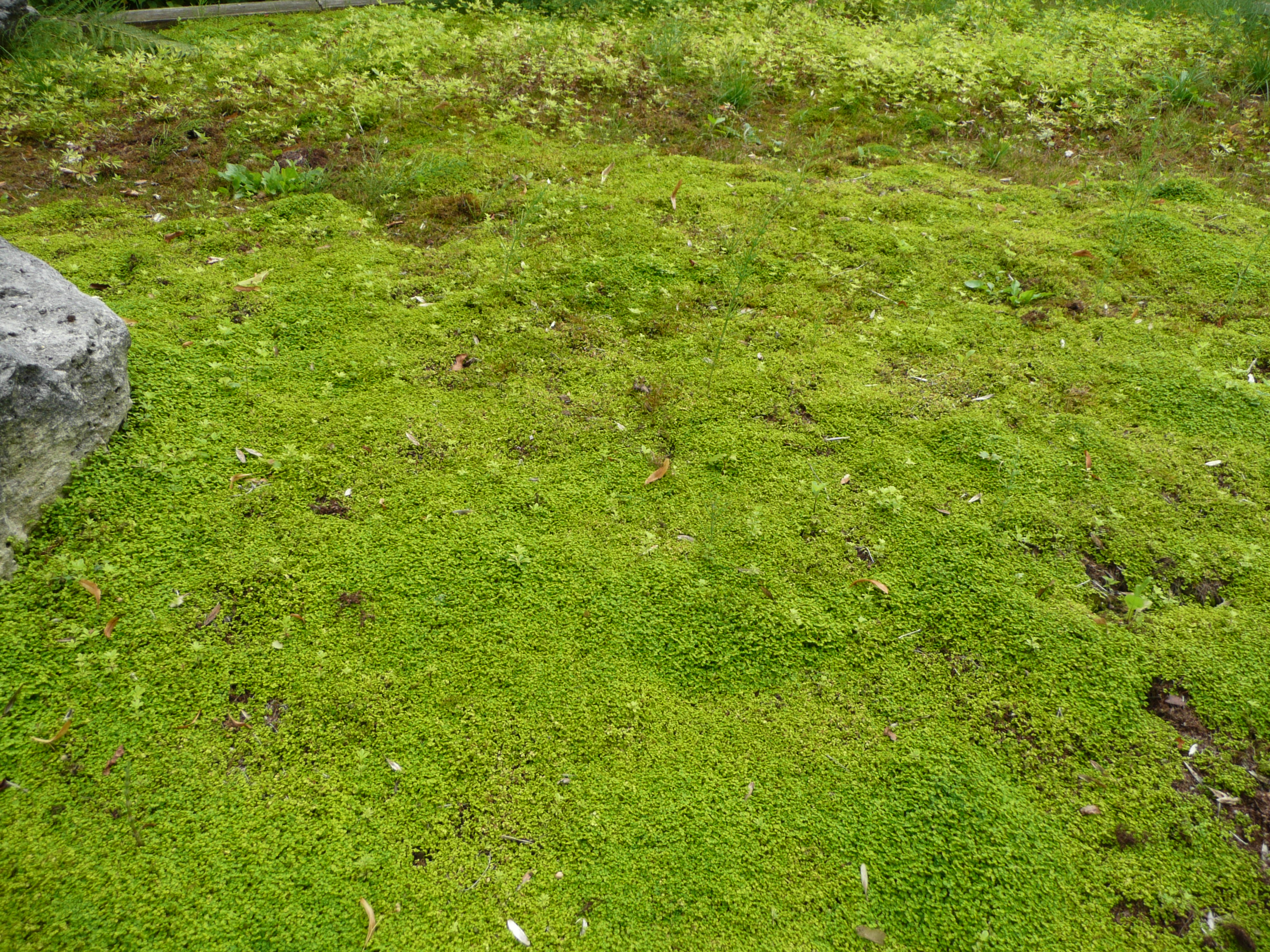

## Практичне використання
Вирощується як декоративна рослина.